# Informe especial
Informe especial es un programa de televisión de investigación chileno emitido por Televisión Nacional de Chile desde el 7 de junio de 1984 hasta la actualidad. Sus conductores principales han sido Juan Guillermo Vivado (1984-1993) y los periodistas Alejandro Guillier (1995-1998) y Santiago Pavlovic (1994, 1998-presente). Durante un tiempo los informes formaron parte del noticiero 24 Horas Domingo.

## Historia
Informe especial es el programa de investigación periodística más antiguo del país. Con 40 temporadas al aire, ha realizado reportajes sobre diversos temas de interés público, tanto nacionales como internacionales.
Su popularidad fue tal, que en 1989 el programa Jappening con Ja lo popularizó en la parodia Informe Completo (el nombre se debe a los hot dogs, que en Chile se diferencian entre especiales (solo con mayonesa) y completos, con todos los aderezos tradicionales). 
En la actualidad, Informe especial es el único programa de reportajes de investigación periodística en Chile, tras el término de otros espacios como Contacto de Canal 13, En la mira de Chilevisión y Aquí en vivo de Mega.

## Integrantes
- Juan Guillermo Vivado (1984-1993, conductor)
- Santiago Pavlovic (1984-presente, periodista y conductor)
- Alipio Vera Guerrero (1984-1995, periodista)
- Marcelo Araya Escotorín (1984-2000, periodista)
- Nelson Palma (1984-1985, periodista)
- Ricardo Coya Garrido (1984-1985, periodista)
- Guillermo Muñoz Rodríguez (1985-1996, periodista)
- Carlos Pinto (1987-1990, periodista)
- Patricia Verdugo (1992, periodista)
- Pamela Jiles (1993-1999, periodista)
- Alejandro Guillier (1995-1998, conductor)
- Antonio Quinteros (1995, periodista)
- Cristóbal Valenzuela Maulme (1996-2002, periodista)
- Mirna Schindler (1996-2008, periodista)
- Patricia Espejo (1996-1998, periodista)
- Claudio Mendoza Gómez (1997-2002, periodista)
- Paulina de Allende-Salazar (1997-2020, periodista)
- Felipe Gerdtzen Sepúlveda (2001-2011, periodista y editor periodístico)
- Isabel Rodríguez (2003-2010, periodista)
- Rafael Cavada (2005-2006, periodista)
- Mauro Lombardi Villalón (2005-2009, periodista)
- Ángela Robledo Fernández (2005-2009, periodista)
- Elías Sánchez Chávez (2010, periodista)
- Alejandro Meneses (2011-presente, periodista)
- Amaro Gómez-Pablos (2012-2013, periodista)
- Consuelo Saavedra (2012-2013, periodista)
- Mauricio Bustamante (2012-2013, periodista)
- Raúl Gamboni (2019-2020, periodista)
- Juan Francisco Rojas Fonerón (2020-2021, periodista)
- Paz Montenegro Araneda (2021-presente, periodista)
- Carolina Alcayaga (2021-presente, periodista)

## Capítulos destacados
- Los niños mártires (7 de junio de 1984)
- Sida (1984)
- Viaje al submundo de los árbitros (agosto de 1986)
- Maracanazo de la selección chilena (septiembre de 1989)
- Unión Soviética (agosto de 1990)
- Los exiliados (octubre 1990)
- Detenidos desaparecidos (octubre de 1990)
- Guerra en los Balcanes
- Caso Letelier (1991)
- Sendero Luminoso (diciembre de 1992)
- Michael Townley: Confesiones de un asesino (agosto de 1993)
- El asesinato de Jaime Guzmán (1994)
- Crisis Asiática (1997)
- Corresponsales de guerra (27 de agosto de 1999)
- El Tila (agosto de 2002)
- Guerra en Irak (2003)
- Cuando Chile cambió de golpe (Programa que conmemoró los 30 años del golpe de Estado de 1973) (septiembre de 2003)
- Cazamos a los cazadores de menores (27 de mayo de 2009)
- Caso La Quintrala (noviembre de 2009)
- El Caso Karadima (abril de 2010)
- El Psicópata de Placilla (septiembre de 2010)
- Infiltrado en los guetos capitalinos (mayo de 2012)
- La voz de los 40 (fragmentos del reportaje Cuando Chile cambió de golpe, entre otros. Programa que conmemoró los 40 años del golpe de Estado de 1973) (septiembre de 2013)
- Los Tentáculos Narcos de San Ramón (1 de octubre de 2017)
- Lobos en la Catedral (10 de marzo de 2019)
- Descontrolado poder de fuego: ¿Armas legalizadas para delinquir? (23 de junio de 2019)
- La historia desconocida en la muerte del Cangri (4 de agosto de 2019)
- Inocentes encarcelados: La justicia al banquillo (16 de septiembre de 2019)
- Operación Manto: Los capos del negocio de autos robados (26 de noviembre de 2020)
- Caso Nova Austral: En la mira de la Superintendencia del Medio Ambiente (9 de septiembre de 2021)
- Tierra Amarilla: La verdad del socavón (5 de octubre de 2022)
- Las empresas detrás de los portonazos (9 de noviembre de 2022)
- Milei y la bronca Argentina (15 de octubre de 2023)

## Logotipos
A lo largo de su historia, Informe Especial tuvo varios logotipos:
| Año           | Características |
| ------------- | --- |
| 1984-2000     | En los primeros años del programa, IE tenía el logotipo con estas características: rectángulo azul, con texto blanco, en la palabra: INFORME, y el texto ESPECIAL, en color rojo. En el año 1986, la palabra INFORME, pasó a ser negra, conservando en el color rojo, la palabra ESPECIAL. En 1988, el diseño pasaría a ser: un rectángulo azul degradado, un texto blanco en mayúsculas: INFORME. abajo del mismo, el sello en color rojo carmín, la palabra ESPECIAL. En 1992, se remodela el logo, en 3D. siendo el cambio más importante, que la palabra INFORME se coloreó en negro y el rectángulo pasó a ser blanco con bordes azules. En la temporada 1999, En donde dice INFORME, se cambió a la tipografía Haettenschweiler y se le agregó un haz de luz alrededor, que en la temporada del año 2000 pasaría a ser parte fundamental del logo. |
| 2001-2004     | Sufre un primer cambio: se optó por modernizar el logo. Una órbita de color celeste rodea las palabras INFORME en azul y abajo la palabra ESPECIAL, en color rojo, quitando el rectángulo, y cambiando la tipografía a Arial. |
| 2005-2011     | Sufre un segundo cambio: las siglas IE en negro, sobre un cuadrado 3D rojo y las palabras INFORME ESPECIAL, situadas en diferentes posiciones alrededor del cuadrado. |
| 2012-presente | Sufre un tercer cambio: rectángulo rojo que contiene en color blanco, la palabra INFORME y al final del rectángulo rojo, la palabra en el mismo color: ESPECIAL. La tipografía pasa a ser Gotham Ultra. |